# Банань
Бана́нь (кит. упр. 巴南, пиньинь Bānán, буквально: «южная часть Ба») — район городского подчинения города центрального подчинения Чунцин (КНР).

## История
В 316 году до н. э. царство Цинь завоевало расположенное в этих местах царство Ба, и ввело собственную систему административно-территориального деления; территория бывшего царства стала областью Ба, а в этих местах в 314 году до н. э. был создан уезд Цзянчжоу (江州县). При империи Южная Ци в 487 году уезд Цзянчжоу был переименован в уезд Дяньцзян (垫江县), при империи Северная Чжоу в 561 году уезд Дяньцзян был переименован в уезд Ба (巴县).
Во времена Китайской республики уезд Ба входил в состав провинции Сычуань. После образования КНР он был подчинён Специальному району Басянь (巴县专区), в 1951 году передан в состав Чунцина, в 1953 году — в состав Специального района Цзянцзинь (江津专区) провинции Сычуань, в ноябре 1958 года возвращён в состав Чунцина.
Указом Госсовета КНР от 17 декабря 1994 года уезд Ба был преобразован в район Банань города Чунцин.

## Административно-территориальное деление
Район Банань делится на 8 уличных комитетов и 14 посёлков.

Уличные комитеты: Лицзято (李家沱街道), Лунчжоувань (龙洲湾街道), Юйдун (鱼洞街道), Хуаси (花溪街道), Наньцюань (南泉街道), Ипинь (一品街道), Наньпэн (南彭街道), Хуэйминь (惠民街道).

Посёлки: Шуанхэкоу (双河口镇), Малюцзуй (麻柳嘴镇), Тяньсинсы (天星寺镇), Цзеши (界石镇), Аньлань (安澜镇), Тяоши (跳石镇), Мудун (木洞镇), Фэншэн (丰盛镇), Эршэн (二圣镇), Дунцюань (东泉镇), Цзянцзя (姜家镇), Цзелун (接龙镇), Шитань (石滩镇), Шилун (石龙镇).

## Транспорт
Мост Байцзюйсы длиной 1384 метра связывает Банань с районом Дадукоу.